# 瓶壶卷瓣兰
瓶壶卷瓣兰（学名：Bulbophyllum insulsum）为兰科石豆兰属下的一个种。

## 扩展阅读
- 維基物種上的相關：瓶壶卷瓣兰